# Новое еврейское кладбище (Вроцлав)
Новое еврейское кладбище (пол. Nowy cmentarz żydowski) — иудейское кладбище, находящееся во Вроцлаве (Польша) на улице Лётничей. Кладбище внесено в реестр охраняемых исторических памятников.

## История
В конце XIX века, когда стало не хватать свободной площади для захоронений на старом еврейское кладбище, вроцлавская еврейская община обратилась к городским властям с просьбой о выделении участка для нового еврейского кладбища. Был куплен земельный участок площадью около 500 акров возле населённого пункта Козанув (сегодня это часть Вроцлава) на Берлинском шоссе. В 1900 году этот участок был огорожен и начались строительные работы.
14 февраля 1904 года состоялось открытие кладбища. Позднее на кладбище была построена небольшая часовня, соединённая с моргом двухсотметровой галереей и двухэтажный дом для служащих кладбища, построенный по проекту архитекторов братьев Пауля и Рихарда Эрлихов.
В 1918 году площадь кладбища увеличилась до 11 гектаров. В это же время в южной части кладбища был основан участок размером 28 на 58 метров для погибших во время Первой мировой войны еврейских военнослужащих. В центре этого участка был установлен толос, на котором были выбиты имена 452 военнослужащих.
Во время Второй мировой войны в здании для кладбищенских служащих располагалось госпитальное отделение. В остальных сооружениях кладбища содержались под арестом смешанные еврейско-немецкие супружеские пары, которые работали при госпитале. После закрытия госпитального отделения эти супружеские пары были отправлены в концентрационные лагеря Гросс-Розен и Берген-Бельзен и кладбище было передано для использования войскам.
В 1960 году двухэтажное здание для служащих было взорвано.
26 сентября 1983 года кладбище было внесено в реестр охраняемых исторических памятников.

## В настоящее время
До настоящего времени сохранились почти неповреждёнными каменная стена, ограждающая кладбище, и входные кованные ворота. На кладбище находятся около 8 тысяч надгробий, большинство из которых в лежачем положении.

## Источник
- Przemysław Burchard: Pamiątki i zabytki kultury żydowskiej w Polsce. Warszawa: 1990, s. 185.
- Cmentarze dawnego Wrocławia Marek Burak, Halina Okólska, Muzeum Architektury we Wrocławiu 2007 ISBN 978-83-89262-38-7